# Gershom Gorenberg
Gershom Gorenberg (hébreu : גרשום גורנברג) est un historien, journaliste et blogueur américano-israélien, spécialiste de la politique au Moyen-Orient et des rapports entre religion et politique. Il est actuellement grand correspondant pour le mensuel The American Prospect,. Il se définit lui-même comme un « Juif sioniste orthodoxe sceptique de gauche ».

## Biographie
Gorenberg naît à Saint-Louis, au Missouri et grandit en Californie. Il part étudier en Israël en 1977, puis décide de s'installer dans ce pays et obtient la double nationalité américano-israélienne.
Gorenberg est diplômé de l'université de Californie à Santa Cruz en 1976 et obtient une maîtrise de pédagogie à l'université hébraïque de Jérusalem en 1985. Il vit actuellement à Jérusalem avec sa femme Myra Noveck et ses trois enfants.

## Carrière
Durant plusieurs années, Gorenberg est rédacteur associé pour The Jerusalem Report, un magazine bihebdomadaire israélien. En 1996, il rédige une collection d'essais publiée par le Jerusalem Report sous le titre « Seventy Facets: A Commentary on the Torah from the Pages from the Jerusalem Report », ainsi que la biographie de Yitzhak Rabin, publiée par le même magazine sous le titre « Shalom, Friend: The Life and Legacy of Yitzhak Rabin ». Gorenberg est actuellement grand correspondant pour le mensuel The American Prospect.
Gorenberg couvre des sujets de politique, de religion et de relations américano-israéliennes pour de grands journaux américains, dont The New York Times, le Los Angeles Times et The Washington Post.
En tant qu'auteur de livres, Gorenberg se fait connaître en 2006 avec la publication de son étude sur les origines des colonies israéliennes après la guerre des Six Jours de 1967, intitulée « The Accidental Empire: Israel and the Birth of the Settlements, 1967-1977. ». En 2000, il publie « The End of Days: Fundamentalism and the Struggle for the Temple Mount », puis en 2011 « The Unmaking of Israel », dans lequel il décrie le mouvement de colonisation et la façon dont le soutien du gouvernement israélien envers les Haredim ébranle la démocratie israélienne.
Avec Haim Watzman (en), il tient le blog South Jerusalem. Il est régulièrement invité sur Bloggingheads.tv (en), notamment lors de débats sur Israël.
Gorenberg a été associé du Center for Millennial Studies (en) de l'université de Boston.

## Ouvrages
- (en) The Unmaking of Israel, Harper, 2011 (ISBN 978-0-06-198508-9 et 0-06-198508-2)
  - Voir aussi : Colonies israéliennes, culture israélienne, Forces de défense d'Israël
- (en) The Accidental empire : Israel and the birth of the settlements, 1967-1977, New York, Times Press, 2006, 454 p. (ISBN 0-8050-7564-X)
  - Analyses et critiques[9],[10],[11] :
  - Voir aussi : Colonies israéliennes
- (en) The End of Days : Fundamentalism and the Struggle for the Temple Mount, Diane Publishing Company, 2000, 275 p. (ISBN 0-7567-5386-4)
  - Analyses et critiques[12] :
  - Voir aussi : Sionisme chrétien, mont du Temple
- (en) Seventy Facets : A Commentary on the Torah from the Pages of the Jerusalem Report, Jason Aronson Press, 1996, 309 p. (ISBN 1-56821-904-0)
  - Voir aussi : Torah
- (en) Shalom, Friend : The Life and Legacy of Yitzhak Rabin, Newmarket Press, 1996, 314 p. (ISBN 1-55704-287-X)
  - Récompense : Prix national du livre juif[1]
  - Voir aussi : Yitzhak Rabin